# 半音階的幻想曲とフーガ
半音階的幻想曲とフーガ（独: Chromatische Fantasie und Fuge）ニ短調 BWV 903は、ヨハン・ゼバスティアン・バッハが作曲したクラヴィーア曲。バッハのクラヴィーア独奏作品のなかでもとくに人気のある作品のひとつである。

## 概要
自筆譜は現存しておらず作曲時期は明確ではないが、ヴァイマル時代（-1717年）もしくはケーテン時代（1717年-1723年）に書かれ、1730年前後に改訂が加えられたものと考えられる。新・旧のバッハ全集に、1720年頃の成立と推定される幻想曲の異稿がBWV 903aとして収録されている。ヴォルフガング・ヴィーマー(Wolfgang Wiemer)は、1720年の妻マリア・バルバラ・バッハの死に際して書かれた「トンボー」と解釈しているが、確かな根拠はない。
新バッハ全集では40以上の資料が挙げられているように、バッハの生前から評価されて死後も影響力を保ち、すでに18世紀中にはウィーン、フランス、イタリアなど各地で知られていた作品であった。息子のカール・フィリップ・エマヌエル・バッハやヴィルヘルム・フリーデマン・バッハによるファンタジア群、のちの「多感様式」との類似が指摘されることもある。
19世紀に入っても人気は続き、1819年出版の、ヴィルヘルム・フリーデマン・バッハの指示を記したと称する版をはじめ、カール・チェルニー、ハンス・フォン・ビューローなどが校訂版を発表している。またルートヴィヒ・ヴァン・ベートーヴェンが1810年に筆写をおこなっているほか、フェリックス・メンデルスゾーンやジギスモント・タールベルク、フランツ・リスト、ヨハネス・ブラームスなどが演奏した記録が残っている。ヨハン・ニコラウス・フォルケルは「唯一の存在で、これに類したものは他に一曲もない」と評し、アルンフリート・エードラー(de:Arnfried Edler)は「非常に多種多様な構成上・表現上の諸要素が、これほどまでの説得力をもって一つにまとめあげられたことは」並ぶ例がないと述べている。

## 楽曲
「幻想曲」と「フーガ」と題された2つの部分からなり、演奏時間は約12分。
ロマン的で即興的な幻想曲は、属調へと向かっていく前半と、「レチタティーヴォ」と記され主調に戻っていく後半とに分けて理解することができる。前半は様々なフィギュレーションで構成された華麗なトッカータ様式で進んでいく。
後半のレチタティーヴォでは、マルティン・ゲックが「見事にしつらえられた一種の和声の迷路」と呼ぶように半音階的なきわめて激しい転調が繰り返される。フォルケルは、バッハが即興をおこなう際に「24すべての調」を自然に通過していったと記し、「転調におけるぎこちなさについて、彼は何一つ知らなかった。（...）彼のいわゆる半音階的幻想曲は、私がここで言っていることを証明してくれる」と述べている。このレチタティーヴォ部分は、バッハがヴァイマル時代に編曲した（BWV 594）アントニオ・ヴィヴァルディのヴァイオリン協奏曲「グロッソ・モグール」第2楽章との関連が指摘されている。

幻想曲冒頭
フーガは半音階的な主題にもとづく三声のもので、フリードリヒ・ヴィルヘルム・マルプルクは著書『フーガ論』("Abhandlungen von der Fuge")のなかで、ジローラモ・フレスコバルディの「半音階的リチェルカーレ」("Recercar cromaticho post il Credo")と並べて取りあげている。
ゲックは「『フーガ・パテティコ（荘重フーガ）』として、《幻想曲》と調子を合わせる」と、また幻想曲と比較して「客観化への契機であり、幻想曲の苦悩に満ちた調子を弱める働きをする」と述べるが、主題の扱いはかなり自由であり、技巧的で長い間奏部や、終盤の左手に現れるオクターヴ奏法のように表現的な書法も依然としてみられる。幻想曲と同様に遠隔調への転調がおこなわれるものの、現れるのは短調に限られている。

フーガ冒頭

## 編曲
低音の補強などの演奏上の改変を楽譜に加えることは19世紀から多く例があるが、フェルッチョ・ブゾーニが1902年におこなった現代ピアノのための改変は「編曲」としてBV B 13の整理番号が与えられており、またブゾーニはチェロとピアノのための編曲（BV B 38）も残している。他にはレオニード・クロイツァーによる現代ピアノのための改変（幻想曲のみ）、マックス・レーガーによるオルガンのための編曲、ラウル・ソーザ(Raoul Sosa)によるピアノの左手のみのための編曲、ゾルタン・コダーイによるヴィオラのための編曲（幻想曲のみ）などがある。